# Timrian
Timrian (bis Anfang des 20. Jahrhunderts Timerian) ist eine Ortschaft in der Gemeinde Friesach im Bezirk Sankt Veit an der Glan in Kärnten (Österreich). Die Ortschaft hat 11 Einwohner (Stand 1. Jänner 2024). Sie liegt auf dem Gebiet der Katastralgemeinde St. Salvator.

## Lage
Die Ortschaft liegt im Norden des Bezirks St. Veit an der Glan, in den Metnitzer Alpen nordwestlich von St. Salvator, in dem vom Timrianbach gebildeten Tal, das von der Südseite der Grebenzen nach Süden zum Metnitztal hin verläuft. Die zum Ort gehörenden Höfe Rieglbauer (Haus Nr. 1), Brachenbauer (Nr. 3), Lagner (Nr. 4), Kaiserhube (Nr. 5), Baar/Parr (Nr. 7), Müller (Nr. 8), Frieda-Villa (Nr. 10) liegen auf einer Seehöhe von etwa 800 bis 1020 m. Weiter im Norden liegt an der Landesgrenze zur Steiermark auf einer Höhe von über 1700 m die Gunzenberg- oder Grebenzenalm, deren Hütte zeitweise als zur Ortschaft Timrian gehörend ausgewiesen wurde.

## Geschichte
Auf dem Gebiet der Steuergemeinde St. Salvator liegend, gehörte Timrian in der ersten Hälfte des 19. Jahrhunderts zum Steuerbezirk Dürnstein. Bei Gründung der Ortsgemeinden in Verbindung mit den Verwaltungsreformen Mitte des 19. Jahrhunderts kam Timrian an die Gemeinde St. Salvator. Seit der Gemeindestrukturreform von 1973 gehört der Ort zur Gemeinde Friesach.

## Bevölkerungsentwicklung
Für die Ortschaft ermittelte man folgende Einwohnerzahlen:
- 1869: 9 Häuser, 60 Einwohner[2]
- 1880: 7 Häuser, 53 Einwohner[3]
- 1890: 7 Häuser, 43 Einwohner[4]
- 1900: 8 Häuser, 58 Einwohner[5]
- 1910: 9 Häuser, 21 Einwohner (davon Grebenzalpe: 1 Haus, 5 Einwohner)[6]
- 1923: 8 Häuser, 24 Einwohner[7]
- 1934: 29 Einwohner[8]
- 1961: 8 Häuser, 27 Einwohner (davon Almhaus Grebenzehütte: 1 Haus, 0 Einwohner)[9]
- 2001: 8 Gebäude (davon 6 mit Hauptwohnsitz) mit 6 Wohnungen; 17 Einwohner und 1 Nebenwohnsitzfall; 6 Haushalte; 0 Arbeitsstätten, 6 land- und forstwirtschaftliche Betriebe[10]
- 2011: 6 Gebäude, 14 Einwohner, 6 Haushalte, 1 Arbeitsstätte[11]
- 2021: 6 Gebäude, 13 Einwohner, 5 Haushalte, 4 Arbeitsstätten[12]